# Spotkania na krańcach świata
Spotkania na krańcach świata (ang. Encounters at the End of the World) – amerykański film dokumentalny z 2007 roku w reżyserii Wernera Herzoga, który był także narratorem obrazu.

## Opis fabuły
Herzog wspólnie z operatorem Peterem Zeitlingerem udali się na Antarktydę, by nakręcić dokument o ludziach ją czasowo zamieszkujących: naukowcach i personelowi technicznemu. Ich podróż zaczyna się na stacji badawczej McMurdo, następnie spotykają się z badaczami fok. W kolejnym obozie badawczym spotyka się z muzykiem Henrym Kaiserem (także producentem i autorem muzyki do filmu, nawiązującej m.in. do muzyki cerkiewnej) wykonującym nurkowania pod lodem oraz biologami Samuelem Bowserem i Janem Pawłowskim. Kaiser i Bowser zagrają koncert na dachu segmentu.
Po pobycie w McMurdo Herzog rusza na biegun południowy. Rozmawia także z naukowcami badającymi zwyczaje pingwinów i filmuje ptaka zmierzającego w głąb kontynentu, zamiast - jak inne pingwiny - ku oceanowi. Obserwuje pracę wulkanologów na Erebusie. Asystuje przy wznoszeniu balonu w ramach projektu wykrywającego cząstki neutrino, film kończą ujęcia nurkowania oraz zapis rozmowy z pracownikiem obsługi technicznej.
W 2009 film został nominowany do Oscara w kategorii najlepszy pełnometrażowy film dokumentalny.